# Aplocera numidaria
Aplocera numidaria är en fjärilsart som beskrevs av Herrich-Schäffer 1852. Aplocera numidaria ingår i släktet Aplocera och familjen mätare. Inga underarter finns listade i Catalogue of Life.